# Odpowiedzialność podatkowa osób trzecich
Odpowiedzialność podatkowa osób trzecich – odpowiedzialność osoby nie będącej podatnikiem regulowana przepisami ustawy Ordynacja podatkowa za niezapłacony podatek przez podatnika zobowiązanego do tego przez ustawę podatkową. 
Stroną w postępowaniu podatkowym w sprawie przeniesienia odpowiedzialności podatkowej może być: 
1. nabywca przedsiębiorstwa podatnika lub jego zorganizowanej części, albo też pojedynczych składników majątku podatnika związanego z prowadzoną przez niego działalnością gospodarczą, jeżeli wartość jednostkowa nabywanego składnika przekracza limit ustanowiony w ustawie Ordynacja podatkowa (limit na 2007 r. to 15.000 zł),
2. członkowie zarządu podatnika-spółki kapitałowej, jeśli zachodzą w stosunku do nich przesłanki określone w ustawie Ordynacja podatkowa,
3. spadkobiercy, zapisobiorcy i małżonkowie, także rozwiedzeni, podatnika, inni członkowie rodziny współdziałający z podatnikiem w prowadzeniu działalności i osiągający z tego korzyści,
4. tzw. firmant użyczający imienia i nazwiska lub nazwy albo firmy dla zatajenia prowadzenia działalności przez podatnika lub ukrycia jej rzeczywistych rozmiarów,
5. wspólnicy spółki cywilnej, jawnej, partnerskiej, komplementariusz spółki komandytowej albo komandytowo-akcyjnej za zaległości podatkowe spółki i wspólników wynikające z działalności spółki.

Osoba trzecia zobowiązana do zapłaty cudzego podatku nie może brać udziału ani kwestionować ustaleń postępowania podatkowego prowadzonego w stosunku do podatnika, a mającego ustalić wysokość zaległości podatkowej, bowiem nie jest stroną w tym postępowaniu. Z tych też powodów nie może zaskarżyć decyzji organu podatkowego ustalającej wysokość zaległości podatkowej podatnika.
Postępowanie w sprawie przeniesienia odpowiedzialności podatkowej na osobę trzecią jest zupełnie odrębnym postępowaniem. Stroną staje się osoba trzecia w stosunku do podatnika, natomiast podatnik traci przymiot strony w tym postępowaniu. Postępowanie wszczyna organ podatkowy właściwy miejscowo i rzeczowo dla nieuregulowanego podatku. Warunkiem wszczęcia takiego postępowania jest bezskuteczność egzekucji administracyjnej w stosunku do podatnika zalegającego z wpłatą podatku.
Efektem postępowania jest decyzja przenosząca na osobę trzecią odpowiedzialność za zobowiązanie podatkowe podatnika. Ponieważ, co do zasady, jest to odpowiedzialność za cudzy dług podatkowy decyzja taka nie jest decyzją ustalającą lub określającą wysokość zobowiązania podatkowego osoby, która jest adresatem tej decyzji. Oznacza to, iż osoba zobowiązana do zapłaty podatku w wyniku decyzji przenoszącej na nią zobowiązanie za cudzy dług podatkowy nie staje się z tego powodu podatnikiem.
Decyzja w sprawie przeniesienia odpowiedzialności podatkowej przedawnia się po upływie trzech lat od daty jej doręczenia (pozostałe decyzje podatkowe po upływie pięciu lat).